# Georg Ludwig Comperl
Georg Ludwig Comperl (* 14. April 1797 in Pattensen; † 7. November 1859 in Hannover) war ein deutscher Architekt.

## Leben
Georg Ludwig Comperl besuchte das Ernestinum Celle und absolvierte anschließend eine Ausbildung bei dem Landbaumeister Conrad Friedrich Wedekind.
Im Jahr 1818 erhielt Comperl eine Anstellung als Landbaukondukteur und war im Fürstentum Calenberg dem Ober-Hof-Bau- und Garten-Departement unter Adolph August Friedrich von der Wense unterstellt.
1830 wurde Comperl zum Landbauinspektor ernannt und Vorsteher des „Calenbergischen-Landbau-Districts“.
1838 war Comperl in der Domänenkammer Hannover tätig, die dem „Ober-Hof-Marschall-Amt“ unter Georg Christian Ernst Ludwig August von Wangenheim unterstand.
Nach seiner Beförderung 1844 zum Landbaumeister wurde er 1856 zum Oberlandbaumeister ernannt.
Das Grabmal von Georg Ludwig Comperl befindet such auf dem Gartenfriedhof Hannover.

## Werke
Georg Ludwig Comperl errichtete Bauten auf den Ämtern und Staatsdomänen, darunter Militärbauten wie die
- Kavallerie-Kasernen in Lüneburg und Verden.[1]
- 1837–42: Bau des Jagdschlosses bei Springe (möglicherweise nach Planung von Georg Ludwig Friedrich Laves)[1]
- um 1843: Entwurf für den Neubau der Kirche in Niedernstöcken (nicht ausgeführt)[1]
- 1843: Bau des Forsthauses in Wennigsen[1]
- 1843–1844: Wandelhalle in Rehburg[6]
- 1848: Bau des Forsthauses in Wülferode[1] unter der heutigen Adresse Bockmerholzstraße 7[7]
- um 1848: Neubau des königlichen Münzgebäudes in Hannover[1] gemeinsam mit dem Oberfinanzrat Edward August Oppermann. Das – nicht erhaltene – Gebäude war 1819 von Gottfried Wilhelm Laves als Wohnhaus für den Königlich Hannoverschen Minister Franz von Meding an der Straße Lange Laube errichtet worden und wurde bis 1854 von den beiden Architekten umgebaut.[2]
- 1853–59: umfassende Restaurierung der Stiftskirche in Wunstorf, (St. Cosmas und Damian (Wunstorf)) (mit Eduard Wellenkamp)[1]
- 1858–60/61: Restaurierung der Klosterkirche Marienwerder (mit Christian Adolf Vogell)[1]